# Nautgardsoksle
De Nautgardsoksle is een berg behorende bij de gemeente Lom in de provincie Oppland in Noorwegen. De berg, gelegen in Nationaal park Jotunheimen, heeft een hoogte van 2089 meter.
De Nautgardsoksle is onderdeel van het gebergte Jotunheimen.